# 大久保佳代子
大久保 佳代子（おおくぼ かよこ、Kayoko Okubo、1971年〈昭和46年〉5月12日 - ）は、日本のお笑いタレント、女優、司会者。お笑いコンビ・オアシズのメンバー。相方は光浦靖子。愛知県田原市出身。プロダクション人力舎所属。

## 来歴
愛知県渥美郡田原町（現・田原市）出身。田原町立田原中部小学校、田原町立田原中学校、小学校時代は合唱部に所属、愛知県立成章高等学校、千葉大学文学部文学科卒業。
1990年、小学校から高校まで同じ学校（高校3年間は同じクラス）の幼なじみだった光浦靖子とお笑いサークルでコンビ『オアシズ』を結成し、1992年メジャーデビューした。
1992年10月放送開始の『新しい波』に出演。しかし、『新しい波』出演者が終了後に『とぶくすり』のレギュラー出演者に抜擢される中で、「光浦は笑えるブスだが、大久保は笑えないブス」という理由により、オアシズからは光浦のみがレギュラー出演することとなった。
光浦がその後の『とぶくすり』の後継番組にも出演する一方で、大久保の芸能界の仕事は激減し、コンビでの単独ライブや営業や舞台を中心に芸能活動を行いつつ、当時住んでいた川崎市登戸近辺の溝の口にあるコールセンター・ベルシステム24に就職。
以後、タレントとして不遇の時期を過ごすが、2000年に光浦が単独で出演していた『めちゃ2イケてるッ!』に、新レギュラーとして「光浦の相方で現在OL」を売り文句に出演開始。これにより二足の草鞋を売りにしながら、『新しい波』から流れが続いている番組に復帰することとなった。
テレビの仕事はほぼ『めちゃイケ』のみの時期が続くが、2000年代中盤より『くりぃむナントカ』などで頭角を現し、光浦とコンビのほかに、単独でのテレビ出演も増えていく。その傍らベルシステム24での仕事も続け、クレームを受け付ける電話番を週2日程度14年勤めていたが、2010年8月をもって退職。同年11月20日放送の『めちゃイケ』において報告している。なお、退職のきっかけはマンションのゴミ置き場に行こうとしたところ、ゴミを持った状態で無意識にマンションの外に出ていくほど疲れきっていたことを理由としている。その後芸能活動に専念して多数のテレビ番組にも出演。お笑いタレントとしてバラエティ番組に出演するのみならず40代女性の本音を言える文化人として支持されており、情報番組のコメンテーターとしても活躍。単独で演劇活動も継続しており、劇団明日図鑑のメンバーとして舞台に多く出演している。

## 人物

### 人柄
- 家族は両親と兄が1人。
- 大の酒好きであり、チューハイを好んで飲んでいる。
- 渥美半島元気大使を光浦靖子とともに務めている。
- 特技は暗算。珠算二段の腕前を持ち、地元の珠算大会で準優勝を果たしている。
- 資格として書道5段を持つ。
- 学生時代から相方の光浦よりもお笑いが大好きで、特にビートたけしが好きで毎週ラジオを録音していた。
- 野球は中日ドラゴンズのファンである。
- カラオケでの十八番の曲は、堀ちえみの「夕暮れ気分」[7]であり、バラエティ番組内で歌唱する際はこの曲を歌っている。なお、堀とは2015年に放送されたFNS27時間テレビ内で共演を果たしている[8]。
- 2015年の『FNS27時間テレビ』では88kmマラソンに挑戦し、完走した[9]。
- 度々、貯金が一億円あると噂されてきたが、「おかべろ」(関西テレビ)に出演した際、その噂を自身が認めた[10]。
- 『関ジャニ∞クロニクル』にて「イケメンカメラ目線スポーツ」の採点担当で渋谷すばると毎回大喧嘩していた。渋谷が「降りてこいよババア！」と言ったら「こいつなんも反省してねぇな」「亀ちゃん（プロデューサー）はもういないの」「こいつマイナス5点からスタートだな」と大喧嘩していた（大久保の声は関ジャニ∞には聞こえてなかった）。
- 「パコ美」というミニチュアダックスフンドを飼っている。パコ美ちゃんは優しい性格で、大久保が熱で寝込んでいた際に、ポテトに豚の皮を巻いたお気に入りのおやつのポテトだけ食べて、豚の皮を大久保のおでこに乗せてくれたが、大久保は「嬉しかったけど、臭えし唾液ベチャベチャだし」と複雑な感情だったという。

### 評価
- 2013年最もブレイクしたタレント1位に選ばれた[11]。

### 家系・親族
- 父方の家は江戸時代から現在の愛知県田原市に住んでおり、佳代子の高祖父・甫吉は地元のリーダーとして率先して田原市周辺の土地を開墾した[12]。甫吉の次男・敬次が佳代子の曽祖父で、農家から転身し製糸工場を始め、その才覚で一躍財をなし、大正時代の米騒動で町に寄付をして貧しい人々を救った[12]。敬次の次男・隆一の長男・隆治が佳代子の父である[12]。1941年（昭和16年）、太平洋戦争が勃発すると順風な生活は暗転し、大久保家の工場は大手に吸収された[12]。厳しい生活の中、隆治は父から「丁稚奉公に出てほしい」と言われ、中学卒業後、東京の商店で働き、上京から8年後、体調を崩し失意の中、故郷へと帰った[12]。
- 銀行員の兄がおり、兄のインスタグラムにも度々登場している。兄は2023年現在、岐阜県中津川市にある愛知銀行の支店長を務めており、その縁で2023年12月10日に中津川警察署の一日署長に大久保が委嘱された[13]。

## 出演
コンビでの出演はこちらを参照。

### テレビ

#### 現在のレギュラー・準レギュラー番組
- ゴゴスマ〜GO GO!Smile!〜（2013年4月1日 - 、CBCテレビ） - 月曜日レギュラー
- ノンストップ!（2016年10月6日 - 、フジテレビ） - 木曜日レギュラー
- ウラマヨ!（関西テレビ） - 準レギュラー
- 上田と女が吠える夜（2022年4月6日 - 、日本テレビ） - レギュラー（MCの上田晋也以外で唯一の毎週出演）
- 千原ジュニアの愛知あたりまえワールド☆〜あなたの街に新仰天!〜（2022年10月15日 - 、テレビ愛知） - MC
- 大久保佳代子のずたぼろゴルフ（2022年12月26日 - 、スポーツライブ+）[14]
  - 大久保佳代子のずたぼろゴルフ2（2024年4月 - ）
- 芸能きわみ堂（2023年4月7日 - 、NHK Eテレ） - 司会[15]
- それゆけ!!63エンジェル!!（2024年7月4日 - 、TOKYO MXテレビ）

#### 不定期出演番組
- ネプリーグ (2008年12月1日-[16][17][18][19][20][21][22][23][24][25][26][27][28][29][30][31][32][33][34][35][36][37][38][39][40][41][42][43][44][45][46][47][48][49][50][51][52][53][54][55][56][57][58]、43回出演)
- ヒルナンデス!（日本テレビ） - 主に火曜日にVTR出演
- マツコ&有吉 かりそめ天国（テレビ朝日） - かりそめ天国オールスターズとしてVTRコーナー出演
- 有吉の壁（日本テレビ） - 不定期出演
- 土曜スペシャル「大久保・川村の温泉タオル集め旅」（2021年4月10日 - 、テレビ東京） - 不定期放送

#### 過去に出演したバラエティ番組

##### レギュラー
- 大久保×鳥居×ブリトニー3P（2010年7月3日 - 2010年9月25日、TOKYO MX）
- 女子アナの罰（2012年7月16日 - 2014年3月26日、TBS） - MC
- だんくぼ→だんくぼ・彩（2013年4月4日 - 2014年3月25日、テレビ朝日） - MC
- 趣味どきっ!「恋する百人一首」（2015年12月 - 2016年1月（全8回）、NHK Eテレ）[59]
- SKE48のエビフライデーナイト（2013年10月4日 - 12月20日、日本テレビ） - MC
- 大久保じゃあナイト（2013年4月20日 - 2014年3月22日、TBS） - MC
- SKE48 エビショー!（2014年7月14日 - 9月29日、日本テレビ） - MC
- マルガリン銀行（2014年8月20日 - 12月31日、TOKYO MX・BS11） - ゼネラルマネージャー（MC）
- SKE48 エビカルチョ!（2014年10月11日 - 2015年1月3日、日本テレビ） - MC
- おーくぼんぼん（2014年4月25日 - 2015年3月28日、TBS） - MC
- いっぷく!（2014年4月4日 - 2015年3月27日、TBS） - 金曜日レギュラー
- 白熱ライブ ビビット（2015年3月30日 - 2016年3月21日、TBS） - 月曜日レギュラー[60]
- ○月○日の大久保佳代子（2015年8月10日 - 9月21日、CBCテレビ）
- 週末ふらっとデート（2016年10月1日 - 2016年12月24日、フジテレビ）- レギュラー
- 佳代子の部屋〜真夜中のゲーム会議〜（2016年10月 - 2018年3月、フジテレビ） - レギュラー
- 旅ずきんちゃん 〜全日本のほほ〜ん女子会〜（2013年4月7日 - 2018年3月25日、CBCテレビ） - MC
- 幸せ追求バラエティ金曜日の聞きたい女たち（フジテレビ） - パネラー
- ご対面バラエティー 7時にあいましょう（TBS） - パネラー
- チャント!（2019年4月1日 - 2021年3月、CBCテレビ） - リポーター
- タイチサン!（2021年4月4日 - 2024年3月31日、東海テレビ） - リポーター（「ぼるる」の愛称で出演）
- おねうち!!!マスカット（2022年5月20日 - 7月29日、AbemaTV） - MC
- キスマイ超BUSAIKU!?（2023年8月10日 - 24日、フジテレビ） - 特別ナレーター

##### 準レギュラー番組
- マスカット シリーズ（テレビ東京） - ゲストとしてほぼ全ての回に出演
  - おねがい!マスカット（2008年4月7日 - 2009年3月30日）
  - おねだり!!マスカット （2009年4月6日 - 2010年3月29日）
  - ちょいとマスカット!（2010年4月7日 - 2010年9月29日）
  - おねだりマスカットDX!（2010年10月6日 - 2011年9月28日）
  - おねだりマスカットSP!（2011年10月5日 - 2013年3月30日）
  - マスカットナイト（2015年10月7日 - 2017年3月29日）
  - マスカットナイト・フィーバー!!! (2017年4月5日 - 2017年10月27日)
  - 恵比寿マスカッツ横丁!（2017年10月4日 - 2017年12月27日）
- 超人女子とズケ女（テレビ朝日） - ゲストMC

##### 不定期出演番組
- むっちり温泉〜ぽっちゃりおんな芸人がやりたい10のうさばらし〜（WAKO制作、2012年12月以降各局（TOKYO MXでは2013年1月3日放送））
- 私の一文字（マッスル笑店制作）
- 大!天才てれびくん（2013年、NHK Eテレ）
- 優しい人なら解ける クイズやさしいね（フジテレビ）
- とんねるずのみなさんのおかげでした（フジテレビ）
- 踊る!さんま御殿!!（日本テレビ）
- くりぃむナントカ（テレビ朝日） - 「ビンカン選手権」ファミリー
- ロンドンハーツ（テレビ朝日） - 「格付けし合う女芸人たち」メンバー・スポーツテストほか
- ガダルカナル・タカのこちらDERUとこ編集部（BS-i） - 新人編集部員
- シルシルミシル・シルシルミシルさんデー（テレビ朝日） - VTR出演
- 世界入りにくい居酒屋（2014年 - 2018年、NHK BSプレミアム） - MC
- タモリ倶楽部（テレビ朝日） - 不定期出演
- 有吉反省会（2013年4月 - 2021年9月、日本テレビ） - パネラーとして原則、友近・指原莉乃と交替で出演
- 潜在能力テスト（フジテレビ） - 回答者として不定期出演
- 突然ですが占ってもいいですか？（2022年6月、フジテレビ）[61]
- TOKIOカケル（2021年4月 - 、フジテレビ） - エンジェルちゃんとして不定期出演
- アナザースカイ（日本テレビ、2021年2月26日[62][注 1]、2025年2月22日[63][注 2]）

#### ドラマ
- 天国に一番近い男〜教師編〜 第6話（2001年5月18日、TBS） - 合コン相手 役
- ケータイ捜査官7（2008年 - 2009年、テレビ東京） - アンカーショップの店長 役
  - ケータイ捜査官7 ミッドナイトセレクション（2008年）
- 週刊真木よう子 第5話「トラ トラ トラ」（2008年4月30日、テレビ東京） - レイナ 役
- ドラマ10「離婚同居」（2010年5月18日 - 6月、NHK総合） - 小笠原静 役
- 木曜ドラマ「ハガネの女 season2」（2011年4月 - 6月、テレビ朝日） - 酒井和也の母親 役
- 月曜ゴールデン「遺品整理人 谷崎藍子II」（2011年5月30日、毎日放送・TBS共同制作） - 中園祐実/藤原美咲 役
- 土ドラ「間違われちゃった男」第4話（2013年5月4日、フジテレビ） - 住吉千穂 役
- 幸せになる3つの買い物 「『いいね!』を買った女」（2013年6月25日、関西テレビ） - 主演・堀内香奈子 役
- 連続テレビ小説「あまちゃん」第73話（2013年6月24日、NHK総合） - マンションの女 役[64]
- 月9「SUMMER NUDE」第7話（2013年8月19日、フジテレビ） - 優希子 役
- 金曜ナイトドラマ「都市伝説の女 Part2」（2013年10月 - 12月、テレビ朝日）- 高田潤子 役
- 世にも奇妙な物語 '14秋の特別編「捨てられない女」（2014年10月18日、フジテレビ）
- 金曜8時のドラマ「三匹のおっさん2〜正義の味方、ふたたび!!〜」第3話（2015年5月8日、テレビ東京） - 中沢美智子 役
- ボイメン新世紀 祭戦士ワッショイダー（2018年4月 - 6月、CBC） - 南小雪 役
- 緊急取調室 3rd SEASON 第7話（2019年5月30日、テレビ朝日） ‐ 伴佐知恵 役[65]
- 日曜プライム 「警視庁・捜査一課長」スペシャル7（2019年12月15日、テレビ朝日） - 宮沢佳代 役[66]
- 科捜研の女 season20 第1話（2020年10月22日、テレビ朝日） - 星名瑠璃 役[67]
- 浜の朝日の嘘つきどもと（2020年10月30日、福島中央テレビ） - 田中茉莉子 役
- 何かおかしい 2 第1話（2023年4月5日、テレビ東京） - 本人 役[68]
- 晩酌の流儀（テレビ東京）
  - 晩酌の流儀3 第1話・第5話・第10話・最終話（2024年6月29日・7月27日・9月7日・21日） - 中久保 役[69]
  - 晩酌の流儀4 〜夏編〜 第4話（2025年7月19日）- 中久保 役[70]
- 藤子・F・不二雄 SF短編ドラマ シーズン3「ミラクルマン」（2025年3月25日、NHK BSプレミアム4K）[71]

#### その他のテレビ番組
- 大追跡!あのニュースの続き（2010年3月23日、関西テレビ） - リポーター
- 24時間テレビ 「愛は地球を救う」（2013年8月25日、日本テレビ）
- 第64回NHK紅白歌合戦（2013年12月31日、NHK総合・ラジオ第1）
- スタジオパークからこんにちは（2014年1月24日、NHK総合）
- NHK名古屋放送局テレビ放送開始60年「カンシャ カンレキ ナゴヤ　スペシャルライブ」（2014年3月1日、NHK名古屋） - MC
- AKB48第6回選抜総選挙 生放送SP（2014年6月7日、フジテレビ） - スタジオゲスト
- 名曲お宝音楽祭（2019年4月6日、フジテレビ） - お宝プレゼンター

#### CM
- ソフトバンク「UULA」『出演交渉編』（2013年7月18日 - ）[72]
- イオン「トップバリュ インナー」（2013年） - 日村勇紀と共演。
- アメリカンファミリー生命保険「アフラック」『ブラックスワンクリスマス』編 （2013年11月18日 - ） - 有吉弘行と共演[73]
- 富士フイルム
  - 「フジカラー年賀ポストカード」（2013年11月30日 - ） - 佐々木希と共演[74]
  - 「お正月を写そう♪2014　鶴松家の新年会」『企業』篇、『イヤーアルバム』篇（2013年12月31日 - 2014年1月 - ） - 鶴瓶、松たか子、壇蜜、ふなっしーと共演。[75]
- リクルート
  - 「ゼクシィ」（2013年12月20日 - ） - ナレーション[76]
  - 「ホットペッパービューティー」『行きつけにも使えるし 吉田さん』篇、『行きつけにも使えるし 吉田さん』篇（2021年3月 - ）
- サントリー食品インターナショナル 「ボス グリーン」『毎日の習慣』篇（2014年1月21日 - ）片岡愛之助、大森南朋と共演。婦長役。
- 富士重工業（スバル）「フォレスター、レガシィ 最大10万円キャッシュバックキャンペーン」（2014年、「イイ女はつらいよ篇」） - 吉瀬美智子と共演。
- みずほ銀行 宝くじ「2014年 年末ジャンボ7億円&年末ジャンボミニ7000万」『ライバル登場篇』シリーズ（2014年11月 - ）、米倉涼子、原田泰造、織田信成と共演。
- LINE「LINE Pay」『登場』篇（2015年3月 - ） - 松井愛莉と共演[77]
- キリンビール「氷結」『祝100億本』篇（2015年7月1日 - ） - 武井咲と共演[78]。
- 東京ビューティークリニック（2018年7月16日 - ）[79]
- 中外製薬「関節リウマチ疾患啓発アニメ メガネの魔法」（2018年9月25日 - ） - 母親・ミナミ役（声優）[80]。
- 花王「薬用ピュオーラ GRAN」
  - 『ピュオーラ GRAN 知覚過敏 グランな使者』篇（2019年4月26日 - ） - マツコ・デラックス、いとうあさこと共演[81]
  - 『ピュオーラ GRAN 知覚過敏 目からビーム』篇（2019年10月29日 - ） - マツコ・デラックス、いとうあさこと共演[82]
- 日本コカ・コーラ「からだすこやか茶Ｗ」『サクッとランチ 2020』篇、『しっかりランチ 2020』篇（2020年1月 - ） - 指原莉乃と共演[83]
- サントリー「こだわり酒場のレモンサワー」『プシュ』篇（2021年9月13日 - ） - 梅沢富美男と共演
- P&G「レノア ミニジェルボール」（2022年10月 - ）ｰ 生田斗真と共演

### ラジオ

#### 現在の出演番組

##### レギュラー
- ゴチャ・まぜっ天国!（2015年1月8日 - 、MBSラジオ） - メインMC
- 大竹まこと ゴールデンラジオ!（2021年7月8日 - 、文化放送） - 木曜日パートナー[注 3]
- あさこ・佳代子の大人なラジオ女子会（2021年10月30日 - 、NHKラジオ第1）[注 4][84]
- 大久保佳代子とらぶぶらLOVE（2022年12月3日 - 、TBS podcastほか）[注 5][85]
- 真誠presents　大久保佳代子・森本晋太郎のどうぞご自由に（2024年10月5日 - 、CBCラジオ）

- ウケスタ↑（2006年9月30日終了・FMぐんま）
- ピピッとサンデー Waku Waku Mix（2013年4月7日 - 2014年3月23日、文化放送）
- ガブリナ（2018年4月3日 - 2019年3月5日、KBCラジオ） - 火曜日パーソナリティ
- KOSÉ HEALING BLUE（2019年10月6日 - 2020年9月27日、TOKYO FM） - メインパーソナリティ
- 大久保佳代子のオールナイトニッポンGOLD（2020年6月26日・12月30日、ニッポン放送）
- TIKTOK presents 大久保佳代子のトレンド遊び（2021年6月5日 - 2022年9月24日、TBSラジオ） - パーソナリティ

### 映画
- バカブロッサム！馬鹿風呂（2003年、P-kraft）
- 嫌われ松子の一生（2006年、東宝） - 岡野の妻 役
- スリーデイボーイズ（2009年、サムライプロモーション）
- クロサワ映画（2010年、ファントム・フィルム）
  - クロサワ映画2011 笑いにできない恋がある（2011年）
- わが母の記（2012年、松竹） - 女給 役
- LOVE まさお君が行く!（2012年、松竹） - 村上多恵 役
- 上島ジェーンビヨンド（2014年、キノフィルムズ）
- 闇金ウシジマくん Part2（2014年、S・D・P） - 里中美奈子 役
- チャーリー・モルデカイ 華麗なる名画の秘密（2015年、KADOKAWA） - ジョージナ・クランプ（オリヴィア・マン） 役（日本語吹き替え）
- ねこあつめの家（2017年、AMGエンタテインメント） - 猿渡めぐみ 役[86]
- ラブ×ドック（2018年）- 細谷千種 役[87]
- 喜劇 愛妻物語（2020年、バンダイナムコアーツ） - 吾妻 役
- 浜の朝日の嘘つきどもと（2021年、ポニーキャニオン） - 田中茉莉子 役[88]

### インターネット
- GyaOジョッキー オアシズ大久保のめちゃジミッ!（2007年5月14日、GyaO）
- MIDTOWN TV えみり・ジェンヌ（GyaO） - 「○○みたヤツちょっとこい!」コーナー担当
- MIDTOWN TV キネマルネッサンス あ〜や城（GyaO） - 準レギュラー
- イイ女の条件〜極上美女対談〜（2014年1月23日 - 、フジテレビ+） - MC
- 恵比寿マスカッツ真夜中のワイドショー（2017年11月9日 - 2019年8月27日、AbemaTV） - MC
- 恵比寿マスカッツ 真夜中の運動会（2019年10月1日 - 2021年3月2日）
- 恵比寿マスカッツ　ハニートラップTV（2021年3月19日 - 12月17日） - MC
  1. タメノミ～同学年ドリーム飲み会～（2000年5月1日、ABEMA）[89]

### ミュージックビデオ
- CHERRY LYDER「キリンの首より長くなる。」（ビクターエンタテインメント）
- イ・テガン「Over and Over」（エイベックス）

## 映像作品
DVD
- 大久保×鳥居×ブリトニー 3P（スリーピース）VOL.1～4＜完＞ （2010年～2011年、東映）
- 大久保佳代子劇団 「村娘」 （2011年、アニプレックス）

## 著書
単著
- 私、地味女 （2010年4月、大和出版）
- 美女のたしなみ （2014年5月、徳間書店） 上記の文庫化。
- まるごとバナナが、食べきれない （2022年10月、集英社）

共著
- 不細工な友情 （光浦靖子との共著） （2006年11月、幻冬舎） 2008年に文庫化。